# 1866年逝世人物列表
1866年逝世人物列表：1月 - 2月 - 3月 - 4月 - 5月 - 6月 - 7月 - 8月 - 9月 - 10月 - 11月 - 12月
下面是1866年逝世的知名人士列表。

## 1月

### 日期不詳
- 湯瑪斯·鮑德溫·馬什，美國宗教領袖

### 1月16日
- 菲尼亞斯·昆比，美國醫生

### 1月19日
- Harriet Ludlow Clarke，英國藝術家

### 1月23日
- 湯瑪斯·洛夫·皮科克，英國諷刺作家

### 1月31日
- 弗里德里希·吕克特，德國詩人、翻譯家和東方語言教授

## 2月

### 2月25日
- 莎拉·安·吉爾，巴巴多斯民族女英雄

## 3月

### 3月4日
- 亞歷山大·坎貝爾，愛爾蘭/美國基督門徒的創始人

### 3月6日
- 威廉·惠威爾，英國科學家、哲學家和科學史學家

### 3月20日
- 里卡德·諾德拉克，挪威作曲家

### 3月21日
- 娜傑日達·杜羅娃，第一位俄羅斯女軍官

### 3月24日
- 瑪麗亞·艾瑪莉亞·德·波旁-西西里，法國女王[1]

### 3月28日
- 所羅門·富特，美國政治家

### 3月29日
- 約翰·基布爾，英國教士

## 4月

### 4月1日
- 伊莉莎白·傑瑟·裡德，英國社會改革家，貝德福德學院創始人

### 4月4日
- 威廉·迪克，愛丁堡獸醫學院創始人

### 4月5日
- 湯瑪斯·霍奇金，英國醫生

### 4月7日
- 約翰·塞德拉澤克，德國長笛演奏家

### 4月12日
- 彼得·赫斯基斯-弗利特伍德，英國國會議員和開發商

## 5月

### 5月13日
- 尼古拉·布拉什曼，捷克裔俄羅斯數學家

### 5月29日
- 温菲尔德·斯科特，美國將軍和總統候選人

## 6月

### 6月7日
- 酋長西爾斯，西雅圖以他的名字命名的美洲原住民

### 6月17日
- 路易斯·卡斯，美國軍官、政治家和政治家

## 7月

### 7月20日
- 伯恩哈德·黎曼，德國數學家

### 7月25日
- 弗洛裡德·卡爾霍恩，美國第二夫人

### 7月29日
- Clicquot Ponsardin 夫人，法國香檳生產商

## 8月

### 8月1日
- 約翰·羅斯（John Ross），華盛頓特區切諾基民族長期擔任自然事業的主要酋長（1790 年出生於切諾基民族東部）。

### 8月6日
- 克利斯蒂安·埃裡克·法爾克蘭茨，瑞典作家

### 8月20日
- 瑪麗亞·德·馬蒂亞斯，義大利天主教聖人

### 8月29日
- 德川家茂，日本德川幕府第14代幕府將軍

## 9月

### 9月4日
- 特蕾莎·普爾什基，歐洲作家

### 9月30日
- 佩爾·古斯塔夫·斯文胡夫德·阿夫·卡瓦爾斯塔德（Per Gustaf Svinhufvud af Qvalstad），塔瓦斯蒂亞省的瑞典-芬蘭司庫，莊園主人，總統P.E.斯文胡夫德的祖父[2]

## 10月

### 10月13日
- Celadon Leeds Daboll，美國商人和發明家

### 10月18日
- 曼努埃爾·布爾內斯，智利將軍和政治家，智利總統

## 11月

### 11月11日
- 奧古斯丁·熱羅尼莫·德·伊圖爾比德·華爾特，墨西哥帝國親王

### 11月14日
- 葡萄牙國王米格爾一世

### 11月26日
- 让-雅克·维尔马尔，盧森堡政治家

## 12月

### 12月1日
- 喬治·埃弗勒斯特，威爾士大地測量學家

### 12月21日
- 威廉·費特曼，美國陸軍軍官[3]
- 梅賽德斯·馬林·德爾·索拉爾，智利詩人、改革教育家

## 日期不詳
- 杜波依斯·阿格特，西澳大利亞州早期定居者